# Casimirella ampla
Casimirella ampla är en tvåhjärtbladig växtart som först beskrevs av John Miers, och fick sitt nu gällande namn av Richard Alden Howard. Casimirella ampla ingår i släktet Casimirella och familjen Icacinaceae. Inga underarter finns listade i Catalogue of Life.